# Chasseur de jour
Un chasseur de jour est un avion de chasse équipé uniquement pour le combat de jour. Plus généralement, le terme désigne tout avion qui ne possède pas les équipements spécifiques pour le vol de nuit (radar ou autres avioniques) ou encore parfois des avions d'interception.

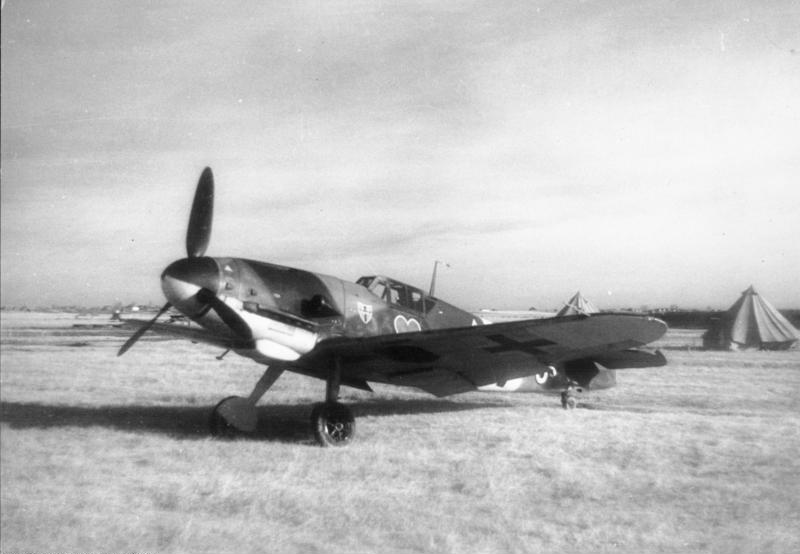
Un Messerschmitt Bf 109 de la Jagdgeschwader 54 sur le front russe en août 1942.

Par exemple le Supermarine Spitfire ou le Messerschmitt Bf 109 sont classés comme chasseurs de jour. Ils étaient tous les deux d'excellents intercepteurs mais ont aussi été utilisés comme chasseurs-bombardiers et comme éclaireurs. Pourtant aucun des deux ne pouvait efficacement servir comme chasseur de nuit, c'est ainsi que le terme de « chasseur de jour » décrivait des appareils de ce type.
Étant donné que le poids et la taille des équipements de combat des chasseurs de nuit restaient très importants au regard de l'avion lui-même et de la puissance du moteur, le chasseur de jour est resté une composante importante du combat sur le front jusqu'aux années 1960. Dans l'immédiat après-guerre, des appareils tels que le F–86 Sabre, le MiG–15 et le Hawker Hunter ont symbolisé la chasse de jour. Ils ont été suivis au début des années 1960 par des appareils supersoniques assez semblables comme le F–104 Starfighter et le MiG–21.
Cependant, étant donné que la taille des chasseurs classiques augmente en même temps que la puissance de leurs moteurs, le coût d'emport de l'équipement spécifique au combat de nuit chute proportionnellement, jusqu'à ce que la plupart des appareils soient finalement dotés de cette technologie. Des chasseurs légers non équipés pour le combat de nuit comme le F–5 Freedom Fighter restent en usage dans des pays qui n'ont pas les moyens financiers de s'équiper de chasseurs modernes.
Les derniers chasseurs de jour conçus sont le F–16 Fighting Falcon original et le YF–17 Cobra, qui étaient en compétition pour le programme Light Weight Fighter, qui visait à procurer à l'USAF un chasseur de jour bon marché qui puisse être acheté en grosse quantité pour affirmer sa supériorité aérienne. Les appareils ainsi construits au milieu des années 1960 étaient connus sous le nom de « chasseurs de jour modernes » (Advanced Day Fighters). Par ironie du sort, le F–16 s'est rapidement transformé en un avion polyvalent qui ne peut plus être considéré comme un chasseur de jour. Le YF–17, quant à lui, a évolué vers le F/A-18 Hornet, qui est à l'heure actuelle le premier avion de combat tout-temps de l'US Navy.